# Wit-Russische Staatsuniversiteit voor Informatica en Radio-elektronica
De Wit-Russische Staatsuniversiteit voor Informatica en Radio-elektronica (Wit-Russisch: Беларускі дзяржаўны ўнівэрсытэт інфарматыкі і радыёэлектронікі, Russisch: Белорусский государственный университет информатики и радиоэлектроники, afkorting: БГУИР, BSUIR) is een hogeronderwijsinstelling in de Wit-Russische hoofdstad Minsk.
De universiteit werkt samen met vele buitenlandse instellingen, waaronder de Bergische Universiteit Wuppertal in Duitsland en de Technische Universiteit Warschau in Polen. Onder de 15.000 studenten aan de BSUIR zijn ongeveer 350 buitenlanders.

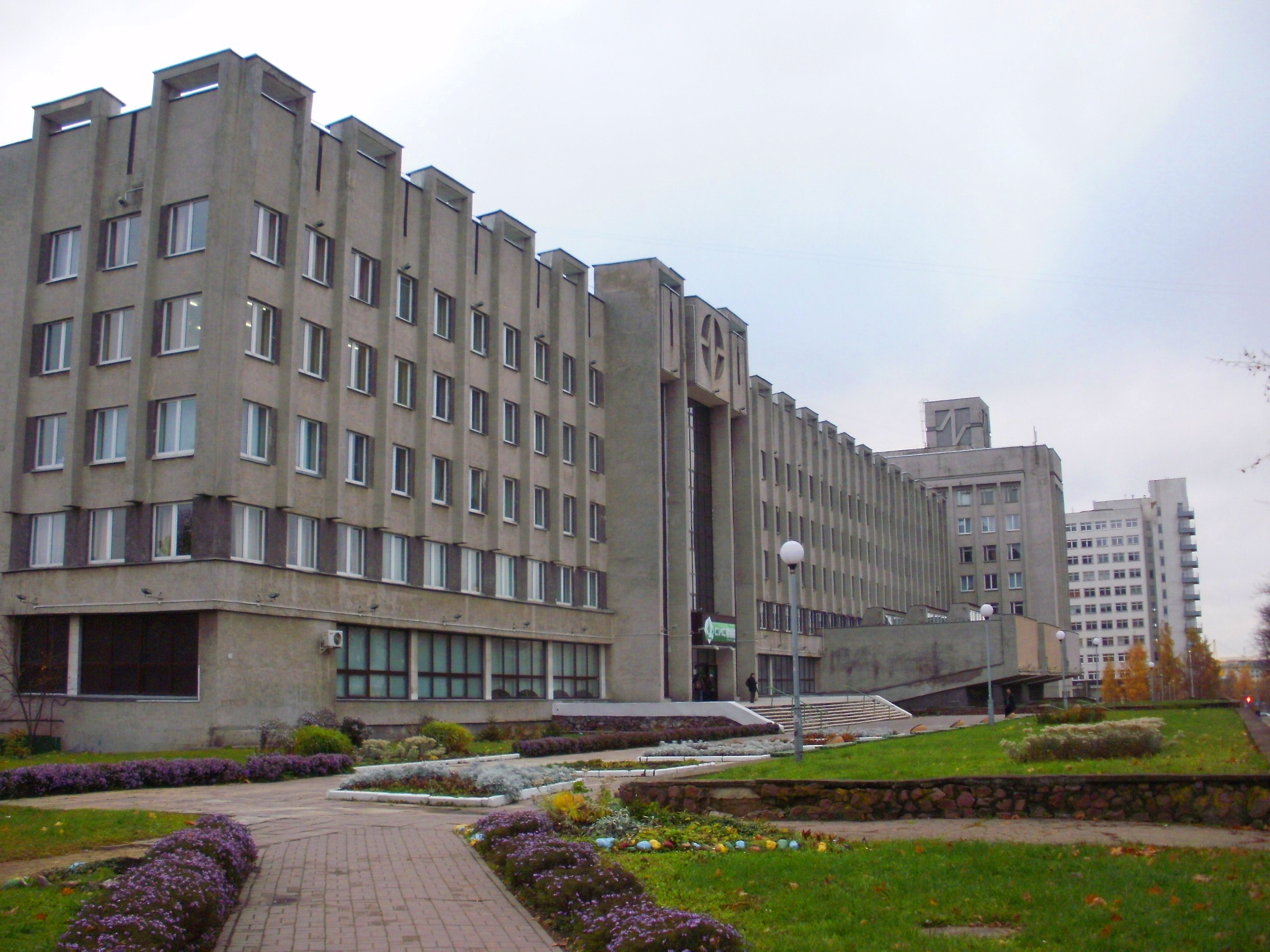
buildings 4, 5